# Левије Јерусалимски
Левије Јерусалимски је био јеврејски хришћански епископ Јерусалима из 2. века.
Према црквеном историчару Јевсевију Кесаријском, постојало је петнаест епископа Јерусалима, који су били јеврејски хришћани, који су управљали црквом у Јерусалиму све до устанка Бар Кохбе, а он је био 12. на тој листи. Јевсевије не наводи тачне датуме за његове управе епископијом, иако је то било између 124. и 135. године.
Овај епископ се помиње и у апокрифном Писму Јаковљевом Квадрату и Епифанију Саламинском.